# Heptathela sinensis
Heptathela sinensis is een spinnensoort uit de familie Liphistiidae. De soort komt voor in China.